# チャールズ・ウェルズリー (第9代ウェリントン公爵)
第9代ウェリントン公爵アーサー・チャールズ・バレリアン・ウェルズリー（Arthur Charles Valerian Wellesley, 9th Duke of Wellington OBE DL、1945年8月19日 - ）は、イギリスの貴族、政治家。欧州議会および貴族院議員。ワーテルローの戦いでナポレオンを打ち破った初代ウェリントン公爵アーサー・ウェルズリーの五世孫にあたる。

## 経歴
第8代ウェリントン公爵アーサー・ウェルズリーの息子として生まれ、イートン・カレッジとオックスフォード大学のクライストチャーチで教育を受けた。
保守党に属し、1979年から1984年まではサリー選挙区、1984年から1989年まではサリー・ウェスト選挙区選出の欧州議会議員を務めた。また、2015年からは貴族院議員を務める。

## 家族
1977年2月3日にロンドンのナイツブリッジにあるセントポール教会で旧プロイセン王家のフリードリヒ・フォン・プロイセンの娘であるアントニア・フォン・プロイセンと結婚、5人の子女をもうけた。
- モーニントン伯アーサー・ウェルズリー（1978年1月31日 – ） - 2005年6月4日から2020年8月まで、元モデルで現在はメイクアップアーティストのジェマ・キッド（1974年9月20日 – ）と結婚していた。彼らには2人の息子と1人の娘がいる。
- レディ・ヴィクトリア・ウェルズリー（1979年10月25日 – ） - 2004年7月3日、第11代サンドウィッチ伯爵ジョン・モンタギューの次男オーランド・モンタギュー卿の後妻。子供あり。
- レディ・メアリー・ルイーズ・ウェルズリー（1986年12月16日 – ）[1]
- レディ・シャーロット・アン・ウェルズリー（1990年10月8日 – ） - 写真家。オックスフォード大学で考古学と人類学を学んだ。マリオ・テスティーノのスタジオでプロデューサーを務めている。2015年7月15日、コロンビアの億万長者アレハンドロ・サント＝ドミンゴ（アンドレア・カシラギの妻タチアナ・サント＝ドミンゴの叔父）と結婚することを発表した。2016年5月28日、グラナダ近郊のイローラにある教会での式典の後、2人は公爵家の邸宅であるデヘサ・バハで結婚した[2][3]。
- フレデリック・チャールズ・ウェルズリー卿（1992年9月30日生まれ – ） - イートン・カレッジに通った後、2016年12月にサンドハースト王立陸軍士官学校を卒業して近衛騎兵隊に入った。2021年2月25日にキャサリン・ランバートとの婚約を発表したのち、2022年7月2日に結婚[4]

## 爵位
- 第9代ウェリントン公爵 (9th Duke of Wellington)
(1814年5月11日の勅許状による連合王国貴族爵位)
- 第9代ウェリントン侯爵 (9th Marquess of Wellington)
(1812年10月3日の勅許状による連合王国貴族爵位)
- 第9代ドゥロ侯爵 (9th Marquess Douro)
(1814年5月11日の勅許状による連合王国貴族爵位)
- 第13代モーニントン伯爵 (13th Earl of Mornington)
(1760年10月2日の勅許状によるアイルランド貴族爵位)
- 第9代ウェリントン伯爵 (9th Earl of Wellington)
(1812年2月28日の勅許状による連合王国貴族爵位)
- ミース州におけるダンガン城の第13代ウェルズリー子爵 (13th Viscount Wellesley, of Dangan Castle in the County of Meath)
(1760年10月2日の勅許状によるアイルランド貴族爵位)
- サマセット州におけるタラヴェラ＝ウェリントンの第9代ウェリントン子爵 (9th Viscount Wellington, of Talavera and Wellington in the County of Somerset)
(1809年9月4日の勅許状による連合王国貴族爵位)
- 第14代モーニントン男爵 (14th Baron Mornington)
(1746年7月9日の勅許状によるアイルランド貴族爵位)
- サマセット州におけるウェルズリーの第9代ドゥロ男爵 (9th Baron Douro, of Wellesley in the County of Somerset)
(1809年9月4日の勅許状による連合王国貴族爵位)

### 外国爵位
- 第9代ワーテルロー公爵（オランダ語版） (9th Prins van Waterloo)
(1815年創設のオランダ貴族爵位)
- 第9代ヴィトーリア公爵 (9th duque de Wellington)
(1812年創設ポルトガル貴族爵位)
- 第9代トレシュ・ベドラシュ侯爵 (9th Marques de Torres Vedras)
(1812年創設ポルトガル貴族爵位)
- 第10代シウダ・ロドリゴ公爵 (10th Ducado de Ciudad Rodrigo)
(1812年創設スペイン貴族爵位)
- 第8代ヴィメイロ伯爵 (8th Conde do Vimeiro)
(1811年創設ポルトガル貴族爵位)